# Alto Comedero
Alto Comedero es un barrio ubicado a unos 10 km al sureste de la ciudad de San Salvador de Jujuy, en cercanías de la intersección de las rutas nacionales RN 9 y la RN 66. Es el más extenso y poblado de los barrios que conforman el conglomerado urbano conocido como Gran San Salvador de Jujuy.

## Descripción
Este sector concentra aproximadamente la tercera parte de la población total de San Salvador de Jujuy y tiene un alto crecimiento demográfico ya que permanentemente recibe migrantes del interior de la provincia de Jujuy, de los países con los que limita la provincia, Bolivia y Chile e inclusive inmigrantes del Perú.
Alto Comedero cuenta con los servicios de salud y escuelas de enseñanza primaria y secundaria.
Creció durante los años noventa, más precisamente en la etapa del desarrollo modelo neoliberal en la Argentina.
En este barrio la agrupación  Túpac Amaru  conducida por Milagro Sala construyó 6000 viviendas unifamiliares, escuelas, un centro cultural, espacios recreativos y un parque acuático. Justin McGuirk, escritor y crítico de arquitectura, describió el modelo de urbanización de Alto Comedero.

## Historia
El espacio que hoy ocupa el barrio Alto Comedero era una zona rural suburbana utilizada por el estado y algunos emprendedores independientes como espacio de pastoreo de ganado vacuno, equino y en forma menor porcino, llamada por esta razón "el Comedor". Se cultivaban algunos cereales, hortalizas y frutas cítricas.
A comienzos de la década de 1980 la zona comenzó a poblarse de modo espontáneo, con familias de escasos recursos que provenían de diferentes zonas de la provincia y buscaban instalarse en cercanías de las ciudades de San Salvador de Jujuy y Palpalá, con el objeto de mejorar sus condiciones laborales y sociales.
El barrio, como unidad urbanística, tuvo sus inicios en el año 1986, producto de la decisión del entonces gobernador de la provincia, de ordenar y mejorar las condiciones de vivienda de la población. A fin de concretar este objetivo, se expropiaron 600 ha al sur de la ciudad de San Salvador de Jujuy, como primer paso en el desarrollo de un plan de construcción de viviendas sociales. Inicialmente se creó un registro de las familias que solicitaban viviendas y, con cierto desorden, se publicaron las listas de potenciales adjudicatarios. Este proceso fue cuestionado debido a los errores, inconsistencias y aún abusos en la selección de los beneficiarios.
La provincia de Jujuy atravesó una etapa de cierta anormalidad entre 1987 y 1999 ya que en ese lapso estuvo bajo la conducción de nueve gobernadores. Cada uno de ellos adoptó decisiones diferentes respecto del barrio, en muchos casos contradictorias, lo que dio como resultado la falta de avances concretos significativos y la percepción por parte de la población de "estado ausente". Es ese contexto, varias organizaciones de la sociedad civil (ONG) comenzaron a trabajar en el barrio, en un intento de dar respuestas a las crecientes necesidades de la población.
En 1994 se creó en Alto Comedero escuela municipal N° 1 Marina Vilte y en el año 1999 el Hospital Carlos Snopek, cuyo nombre recuerda al exgobernador Carlos Snopek . Durante 2003/2015 La asociación Tupac Amaru construyó viviendas y un parque acuático de la magnitud del Parque Norte porteño y natatorios en cada barrio; una pileta cubierta climatizada con equipamiento que permite el acceso a discapacitados en sillas de ruedas; escuelas de los tres niveles de enseñanza, centros médicos, fábricas e incluso sitios ceremoniales como una réplica de un templo del Tiahuanaco boliviano. La reducción de los tiempos de construcción y el abaratamiento de los materiales por compra a granel, generaron excedentes que los convenios firmados por las cooperativas les permitían disponer para otros fines. En el caso de las cooperativas de la Tupac, esos excedentes se destinaron a la infraestructura del barrio y a la prestación de servicios básicos de acceso abierto para toda su población.
En 2016 una investigación periodística reveló que  el secretario general de la gobernación y hermano del gobernador Gerardo Morales, Freddy Morales, junto a once legisladores compraron 150 hectáreas de Alto Comedero al Banco de Jujuy por 720 mil pesos y apenas meses después, cuando Morales accedió a la gobernación se las revendieron a la provincia por 30 millones de pesos para un programa de vivienda que dirige el otro hermano de Morales, Walter, esta maniobra le permitió al gobernador y  sus hermanos una ganancia superior al 4000 por ciento en nueve meses. Mediante el decreto 1234-ISPTYvV/2016, de Gerardo Morales se aprobó la mensura y el anteproyecto de loteo del último de esos terrenos, el mismo que compraron y vendieron los legisladores, a solicitud del apoderado Miguel Giubergia, actual secretario del Comité Nacional de la UCR, director del Ente Nacional de Comunicaciones y uno de los testigos ofrecidos por Gerardo Morales en el juicio contra Milagro Sala. Según la investigación el emprendimiento de Freddy Morales y  ostenta las características de la especulación inmobiliaria tradicional, donde la tierra pública es adquirida por dirigentes políticos a precios irrisorios y luego revendida al propio Estado a precios astronómicos o loteada para construir viviendas de alto nivel, en tanto otro hermano del gobernador Gerardo Morales, Walter Morales, fue puesto al frente del Instituto de Vivienda y Urbanismo provincial.

## Sismicidad
La sismicidad del área de Jujuy es frecuente y de intensidad baja, y un silencio sísmico de terremotos medios a graves cada 40 años.
- Sismo de 1863: aunque dicha actividad geológica catastrófica, ocurre desde épocas prehistóricas, el terremoto del 4 de enero de 1863 (162 años),[19] señaló un hito importante dentro de la historia de eventos sísmicos jujeños, con 6.4 Richter.[18]
- Sismo de 1948: el 25 de agosto de 1848 (176 años) con 7.0 Richter, el cual destruyó edificaciones y abrió numerosas grietas en inmensas zonas[19][18]
- Sismo de 2011: el 6 de octubre de 2011 (13 años) con 6.2 Richter, produjo rotura de vidrios y mampostería.[18]